# Вяткинский сельсовет (Алтайский край)
Вяткинский сельсовет — муниципальное образование со статусом сельского поселения и административно-территориальное образование в Усть-Пристанском районе Алтайского края России. Административный центр — село Вяткино.

## География
Крупнейшим озером сельского поселения является Шибаево, которое находится в его северной части.

## Население
| 1997  | 1998  | 1999  | 2000  | 2001  | 2002  |
| ----- | ----- | ----- | ----- | ----- | ----- |
| 1747  | ↘1289 | ↘1235 | ↗1248 | ↘1209 | ↘1135 |
| 2003  | 2004  | 2005  | 2006  | 2007  | 2008  |
| ↘1118 | ↘1107 | ↗1110 | ↘1099 | ↘1049 | ↘1038 |
| 2009  | 2010  | 2011  | 2012  | 2013  | 2014  |
| ↘903  | ↘832  | ↘826  | ↘792  | ↘758  | ↘743  |
| 2015  | 2016  | 2017  | 2018  | 2019  | 2020  |
| ↘722  | ↘692  | ↗694  | ↘680  | ↘646  | ↘645  |
| 2021  |       |       |       |       |       |
| ↘633  |       |       |       |       |       |

По результатам Всероссийской переписи населения 2010 года, численность населения муниципального образования составила 832 человека, в том числе 387 мужчин и 445 женщин.

## Населённые пункты
В состав сельского поселения входит один населённый пункт — село Вяткино.